# Camponotus favorabilis
Camponotus favorabilis är en myrart som beskrevs av Santschi 1919. Camponotus favorabilis ingår i släktet hästmyror, och familjen myror. Inga underarter finns listade.